# Scatella kauaiensis
Scatella kauaiensis är en tvåvingeart som först beskrevs av Wirth 1948.  Scatella kauaiensis ingår i släktet Scatella och familjen vattenflugor. Inga underarter finns listade i Catalogue of Life.